# Kuwait en los Juegos Olímpicos de Montreal 1976
Kuwait estuvo representado en los Juegos Olímpicos de Montreal 1976 por un total de 15 deportistas masculinos que compitieron en 4 deportes.
El equipo olímpico kuwaití no obtuvo ninguna medalla en estos Juegos.